# Dar-e Bālā
Dar-e Bālā (persiska: Darbālā, در بالا) är en ort i Iran.   Den ligger i provinsen Teheran, i den centrala delen av landet, 50 km sydost om huvudstaden Teheran. Dar-e Bālā ligger 910 meter över havet och antalet invånare är 544.
Terrängen runt Dar-e Bālā är platt, och sluttar söderut. Runt Dar-e Bālā är det tätbefolkat, med 297 invånare per kvadratkilometer. Närmaste större samhälle är Qarchak, 17,6 km nordväst om Dar-e Bālā. Trakten runt Dar-e Bālā består till största delen av jordbruksmark.